# Mannesmann-Mulag

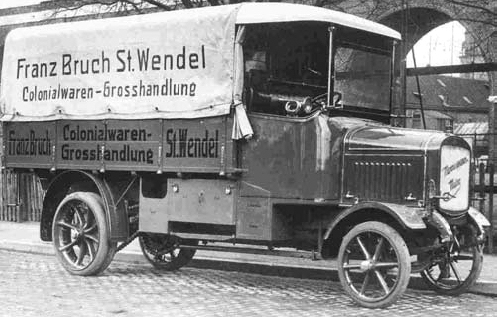
Lastbil från Mannesmann-Mulag.

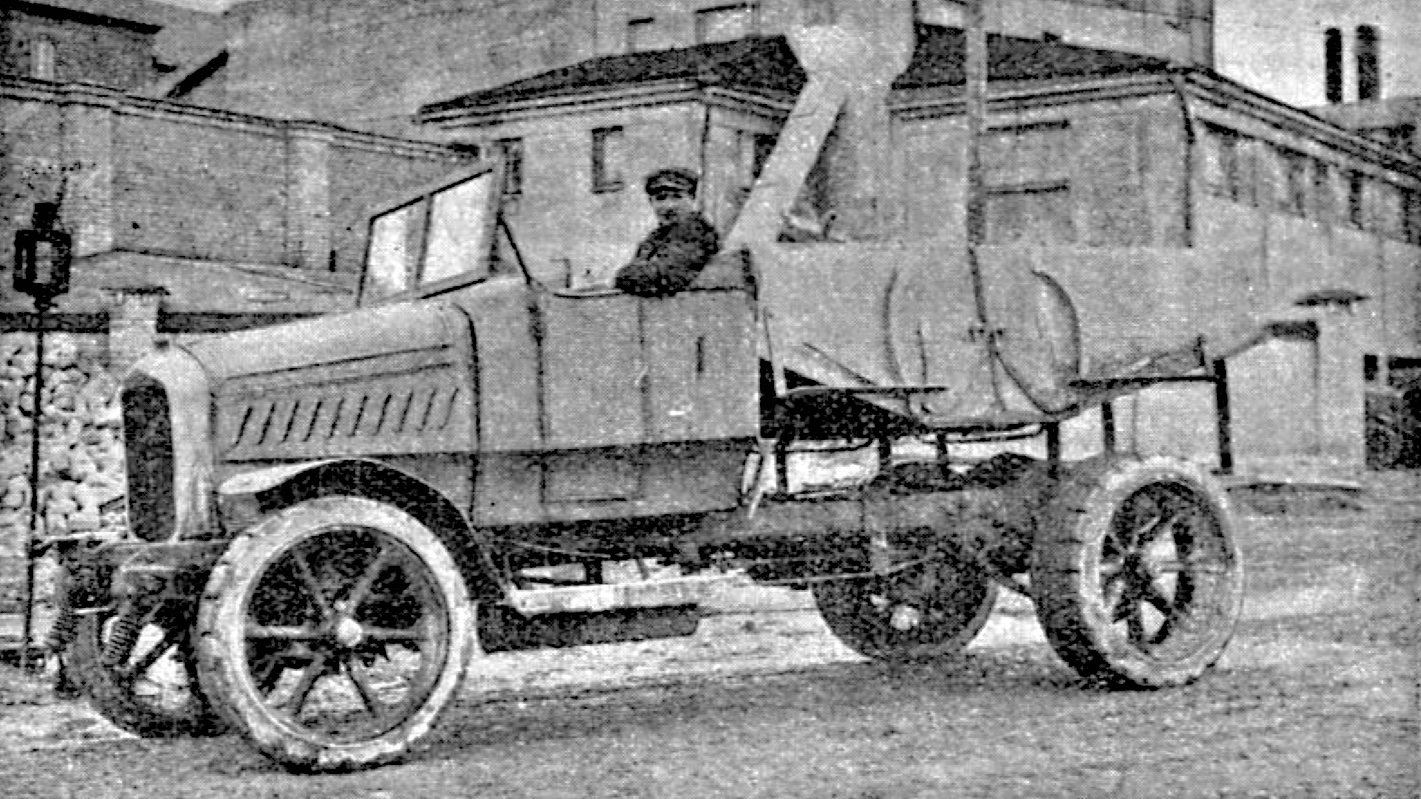
Lastbil 4t från Mannesmann-Mulag.

Mannesmann-Mulag AG (Motoren und Lastwagen AG) var en tysk tillverkare av personbilar och nyttofordon. Mannesmann-Mulag grundades 1900 i Aachen som Fritz Scheibler Motorenfabrik AG och blev Mulag AG 1913 efter ett samgående med Maschinenbauanstalt Altenessen AG. Modellen Mannesmann Mulag 5t tillverkades från 1913 till 1916. Mannesmann Mulag 3,5 t tillverkades mellan 1913 och 1918 . År 1913 blev Mulag en del av Mannesmannkoncernen. Verksamheten togs över av Büssing 1928 varpå märket Mulag försvann.